# Кубок валлійської ліги з футболу 2015—2016
Кубок валлійської ліги 2015–2016 — 24-й розіграш Кубка валлійської ліги. Призовий фонд складає £15,000, з яких £10,000 - призові переможцю. Переможцем всьоме став Нью-Сейнтс, який у фіналі переміг Денбай Таун, клуб із валлійського першого дивізіону.

## Перший раунд
Жеребкування відбулось 6 червня 2015 року.
| Команда 1           | Рахунок         | Команда 2                   |
| ------------------- | --------------- | --------------------------- |
| 8 вересня 2015      |                 |                             |
| Понтипрідд Таун (4) | 2:1             | Теффс Вел (2)               |
| Ріл                 | 2:4             | Денбай Таун (2)             |
| Бангор Сіті         | 0:1             | Карнарвон Таун (2)          |
| Кевн Друїдс (2)     | 0:2             | Ейрбас                      |
| Аберіствіт Таун     | 5:1             | Гойтр (2)                   |
| Пенібонт (2)        | 0:4             | Гейверфордвест Каунті       |
| Кармартен Таун      | 5:5 дч пен. 5:4 | Брайтон Феррі Ллансавел (2) |
| Тон-Пентр (2)       | 1:0             | Кардіфф МЮ (2)              |
| Голігед Готсупр (2) | 2:0             | Лландидно                   |
| Гвілсфілд (2)       | 0:3 дч          | Коннаг'с Куей Номандс       |
| Пенринкоч (3)       | 2:2 дч пен. 9:8 | Ньютаун                     |
| 9 вересня 2015      |                 |                             |
| Голівел Таун (2)    | 2:1             | Беклі Таун (2)              |

## Другий раунд
Жеребкування відбулось 10 вересня 2015 року. З цього раунду до турніру долучились півфіналісти минулого розіграшу кубка ліги - Нью-Сейнтс, Бала Таун, Порт-Толбот Таун, Престатін Таун. 
| Команда 1             | Рахунок | Команда 2             |
| --------------------- | ------- | --------------------- |
| 29 вересня 2015       |         |                       |
| Кармартен Таун        | 4:2 дч  | Понтипрідд Таун (4)   |
| Престатін Таун (2)    | 1:3     | Коннаг'с Куей Номандс |
| Нью-Сейнтс            | 7:1     | Голівел Таун (2)      |
| Тон-Пентр (2)         | 1:3     | Порт-Толбот Таун      |
| Ейрбас                | 2:0     | Пенринкоч (3)         |
| Гейверфордвест Каунті | 4:1     | Аберіствіт Таун       |
| 30 вересня 2015       |         |                       |
| Голігед Готсупр (2)   | 0:4     | Денбай Таун (2)       |
| Карнарвон Таун (2)    | 2:1     | Бала Таун             |

## Чвертьфінали
Жеребкування проводилось 1 жовтня 2015 року.
| Команда 1             | Рахунок | Команда 2             |
| --------------------- | ------- | --------------------- |
| 20 жовтня 2015        |         |                       |
| Денбай Таун (2)       | 2:1 дч  | Ейрбас                |
| Кармартен Таун        | 3:1     | Порт-Толбот Таун      |
| Нью-Сейнтс            | 3:1     | Гейверфордвест Каунті |
| Коннаг'с Куей Номандс | 5:3 дч  | Карнарвон Таун (2)    |

## Півфінали
Жеребкування проводилось 21 жовтня 2015 року.
| Команда 1         | Рахунок | Команда 2             |
| ----------------- | ------- | --------------------- |
| 17 листопада 2015 |         |                       |
| Нью-Сейнтс        | 4:1     | Кармартен Таун        |
| 18 листопада 2015 |         |                       |
| Денбай Таун (2)   | 1:0     | Коннаг'с Куей Номандс |

## Фінал
| 23 січня 2016 19:15 (CET) |

| Нью-Сейнтс             | 2:0      | Денбай Таун (2) |
| ---------------------- | -------- | --------------- |
| Вілліамс 25' Вайлд 57' | Протокол |                 |

| Маесду Парк, Лландадно Глядачів: 1158 Арбітр: Лі Еванс |